# 제과점 앞에서 붕어빵을 굽다
《제과점 앞에서 붕어빵을 굽다》는 2000년 3월 10일에 MBC에서 방영한 베스트극장로, 이기적인 가족주의와 버려진 아이들을 생각하게 하는 드라마다.

## 줄거리
선혜는 붕어빵 장수를 하며 죽은 언니의 아들 예찬과 함께 산다. 선혜는 자릿세를 받으려 온 동네 깡패들의 행패를 받는데, 그때 태권도 도장 권장인 윤모의 도움으로 위험에서 벗어나게 된다. 그리고 이 소동을 지켜보던 사람 중 한 명이 동창이었고 빵집을 운영하는 그 친구의 도움으로 받아 편안하게 그 앞에서 붕어빵 장사를 할 수 있게 된다. 이번 일로 자연스레 윤모와 사귀게 되지만 윤모의 어머니는 예찬을 고아원에 보내는 조건으로 결혼을 허락하자 고민에 빠진다.

## 등장 인물

### 주요 인물
- 김정난 : 선혜 역
- 홍일권 : 윤모 역
- 김지영 : 윤모의 어머니 역
- 조현숙 : 선혜의 친구 역
- 김태진 : 예찬 역 - 선혜의 외조카

### 그 외 인물
- 김명희 : 속옷가게 주인 역
- 손동운
- 김승현
- 유준식
- 이승아
- 김민우 (아역)